# Églises en bois du sud de la Petite Pologne
Les églises en bois du sud de la Petite-Pologne sont situées dans les villages de Dębno, Binarowa, Blizne, Haczów, Lipnica Dolna et Sękowa. Elles utilisent la technique des rondins de bois disposés horizontalement et que l'on retrouve depuis le Moyen Âge en Europe de l'Est et du Nord. Elles sont inscrites sur la liste du patrimoine mondial de l'UNESCO depuis 2003.

## Architecture
Ces églises en bois du sud de la Petite-Pologne sont le produit de la rencontre de l'architecture catholique romaine avec celle de l'église orthodoxe de l'Est. Elles sont à la fois adaptées au climat local à l'extérieur (forte inclinaison des toits, par exemple) et richement décorées à l'intérieur. Les peintures murales en sont une des caractéristiques principales. De telles églises en bois, matériau localement abondant, sont en fait typiques de la chaîne des Carpates non seulement en Pologne mais aussi en Slovaquie, Ukraine et Roumanie, et ont également été inscrites, mais en ordre dispersé, au patrimoine mondial de l'UNESCO, en 1999 en Roumanie, en 2008 en Slovaquie et en 2013 en Ukraine et Pologne orientale.

## Églises inscrites
Sous le nom « églises en bois du sud de Małopolska » (soit la Petite-Pologne en polonais), l'UNESCO référence un bien sériel inscrit au patrimoine mondial, constitué de six églises :
- Binarowa : l'église Saint-Michel-Archange (pl) fondée autour de 1500. Ses intérieurs polychromes (des XVIe et XVIIe siècles) à l'arrière-plan de l'autel et les sculptures sur bois, parmi lesquelles on trouve une représentation de la Vierge Marie à l'enfant, datent d'environ 1430 ;
- Blizne : l'église de Tous-les-Saints (pl), construite au milieu du XVe siècle, a conservé de nombreux éléments de l'architecture gothique en bois et des peintures murales des XVIe et XVIIe siècles ;
- Dębno : l'église Saint-Michel-Archange (pl) a été construite dans la seconde moitié du XVe siècle. C'est l'une des églises médiévales les mieux préservées de la région ;
- Haczów : l'église de l'Assomption (pl), construite au milieu du XVe siècle, est une des plus vieilles et plus grandes églises construites avec des rondins horizontaux dans le monde. Les peintures uniques de l'intérieur datent de 1494 ;
- Lipnica Dolna : l'église Saint-Léonard (pl), érigée à la fin du XVe siècle. L'intérieur ressemble à un musée de l'art de cette époque ;
- Sękowa : l'église Saints-Philippe-et-Jacob (pl), construite en 1516 et élargie au XVIIe siècle, possède une construction remarquable avec des arcades extérieures entourant la totalité du bâtiment.

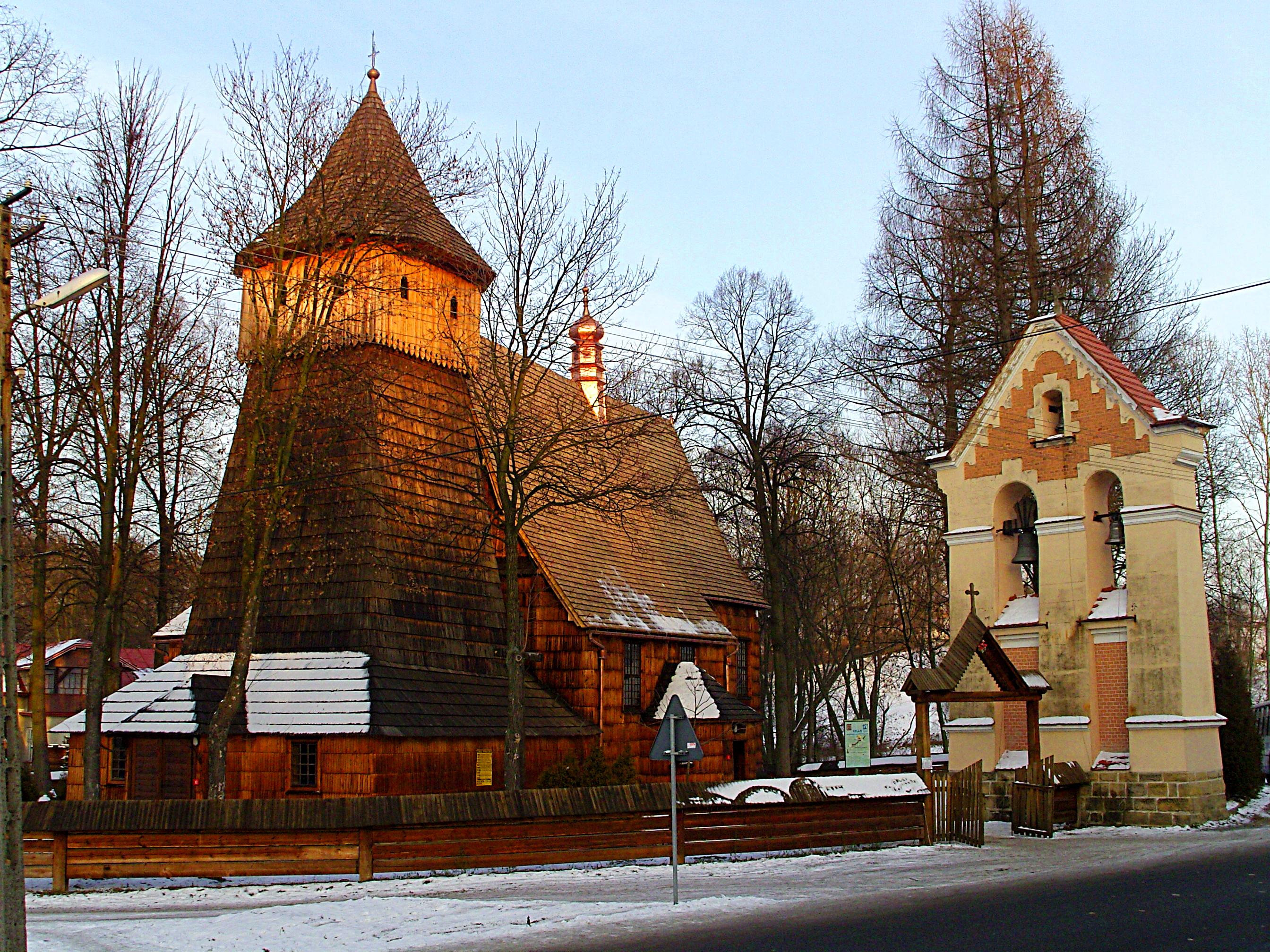
Église Saint-Michel-Archange (pl), Binarowa.
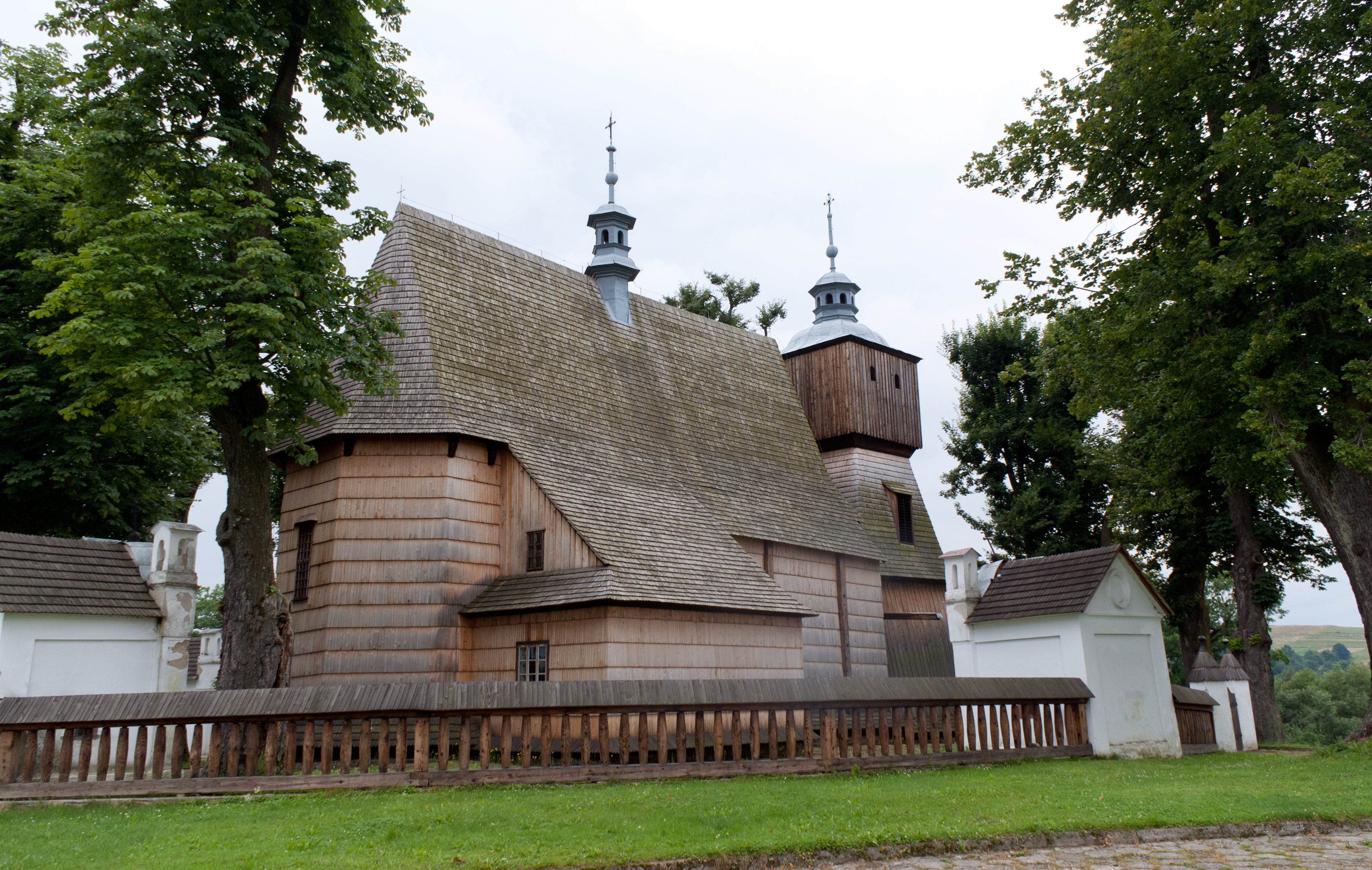
Église de Tous-les-Saints (pl), Blizne.
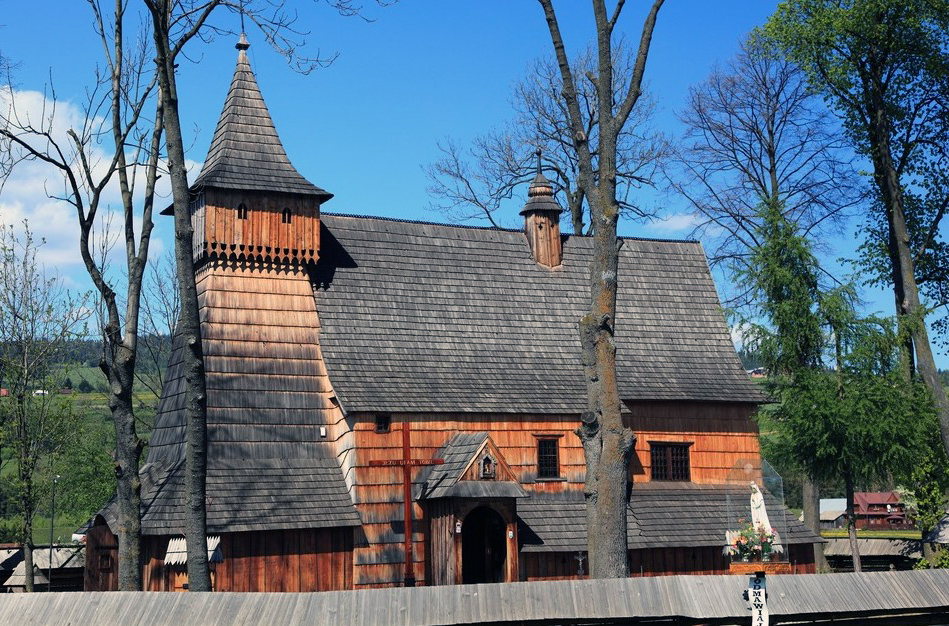
Église Saint-Michel-Archange (pl), Dębno.
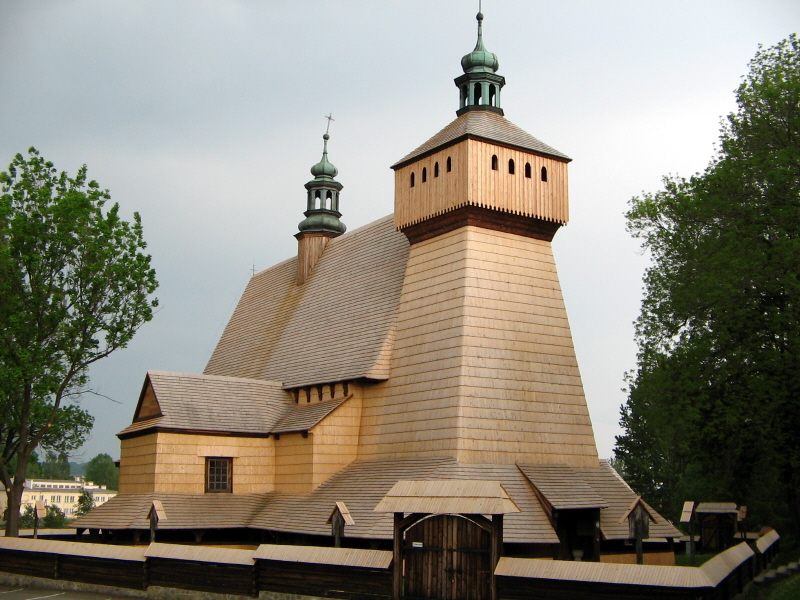
Église de l'Assomption (pl), Haczów.
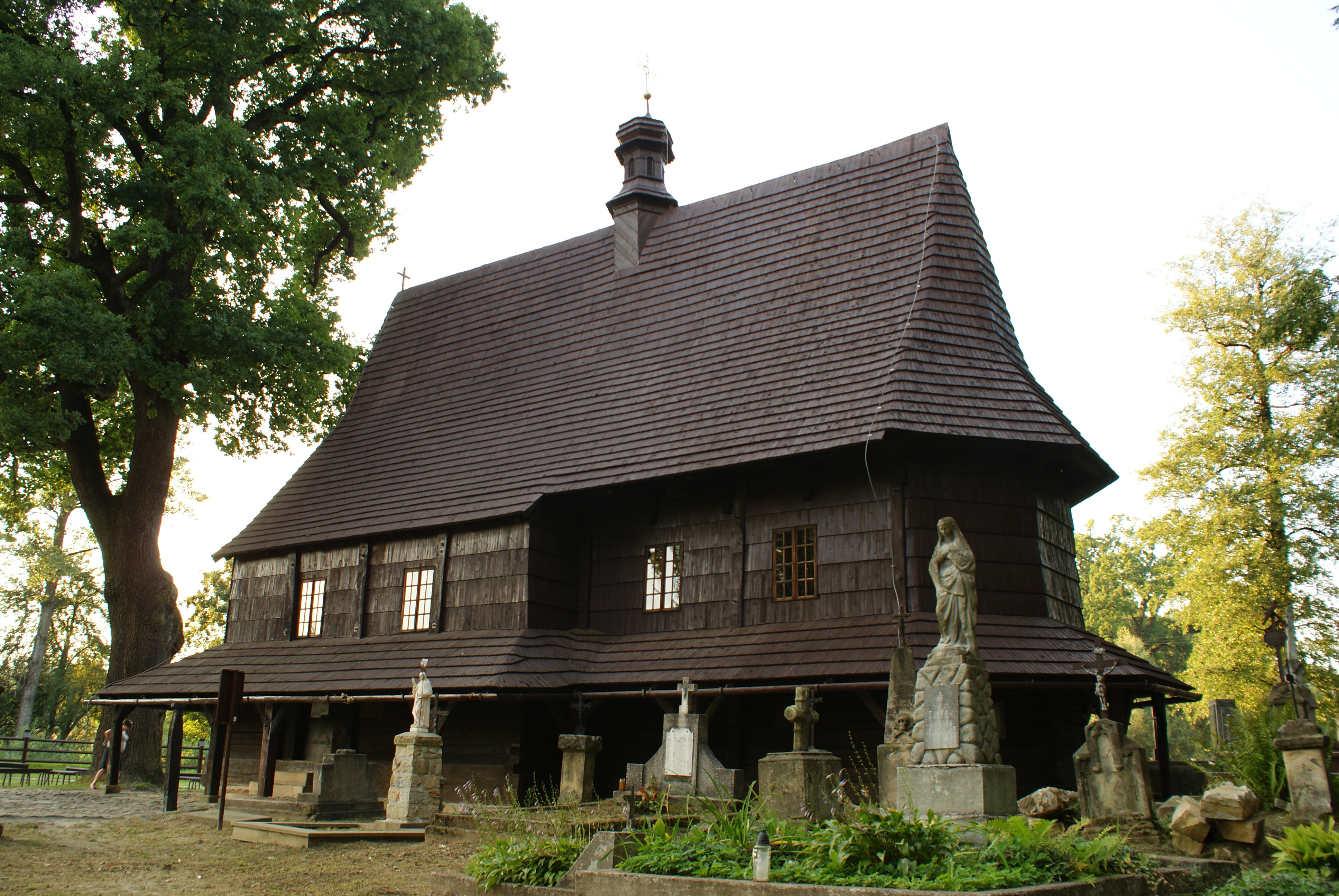
Église Saint-Léonard (pl), Lipnica Dolna.
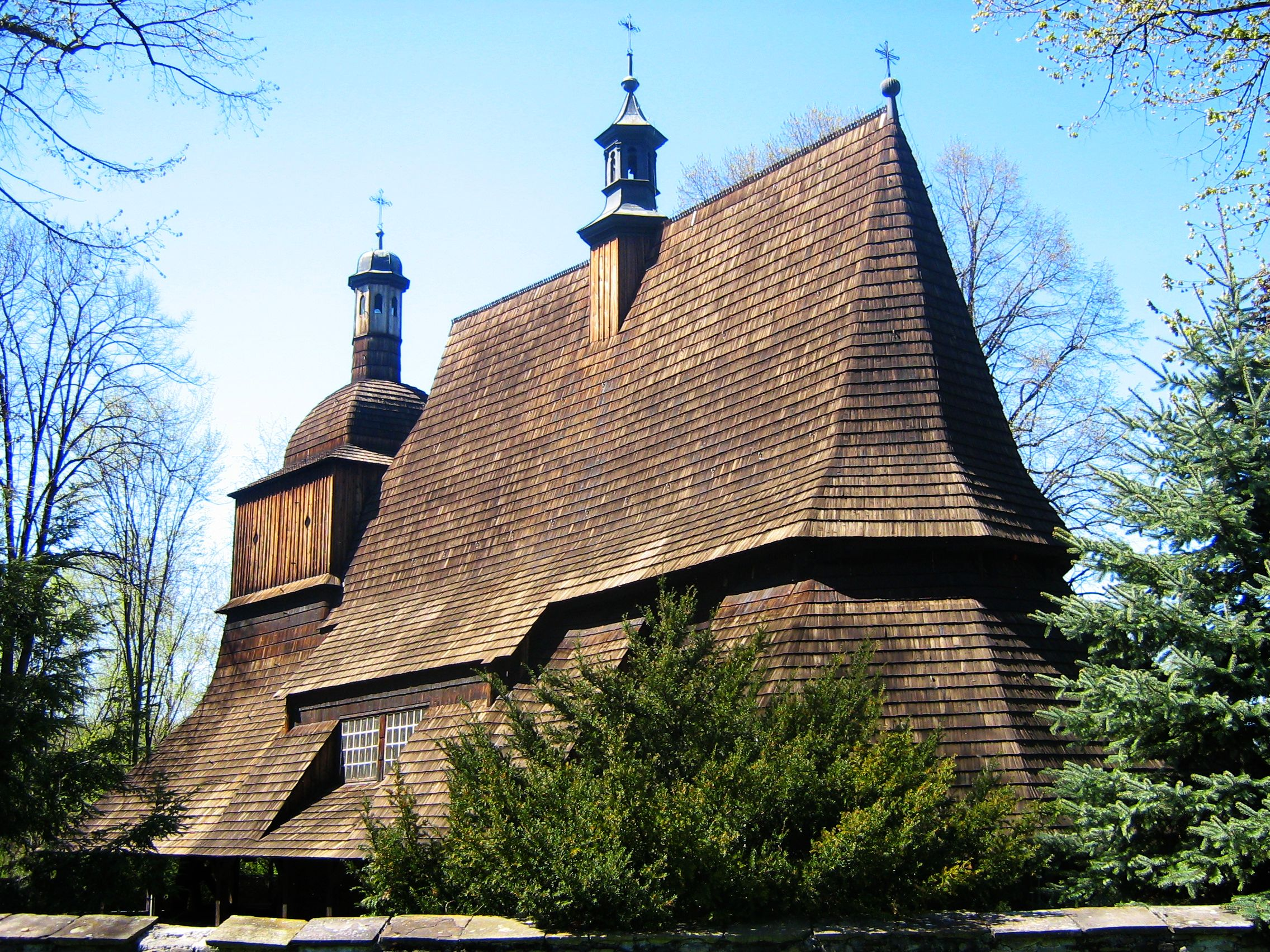
Église Saints-Philippe-et-Jacob (pl), Sękowa.

## Localisation
| Localisation de la Pologne en Europe · Binarowa · Blizne · Dębno · Haczów · Lipnica Murowana · Sękowa |
| Localisation de la Pologne en Europe                                                                  |

| Localisation de la Pologne en Europe |

| Binarowa Dębno (Nowy Targ) Lipnica Murowana Sękowa |

| Binarowa Blizne Haczów Sękowa |

## Autres églises en bois de la région

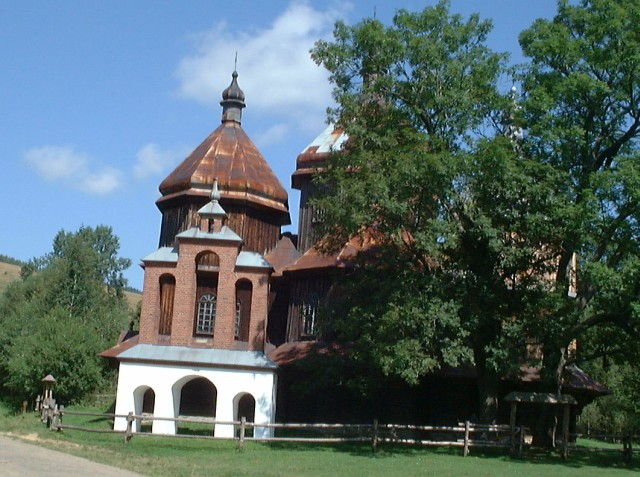
Église Saint-Michel-Archange, Bystre, Bieszczady
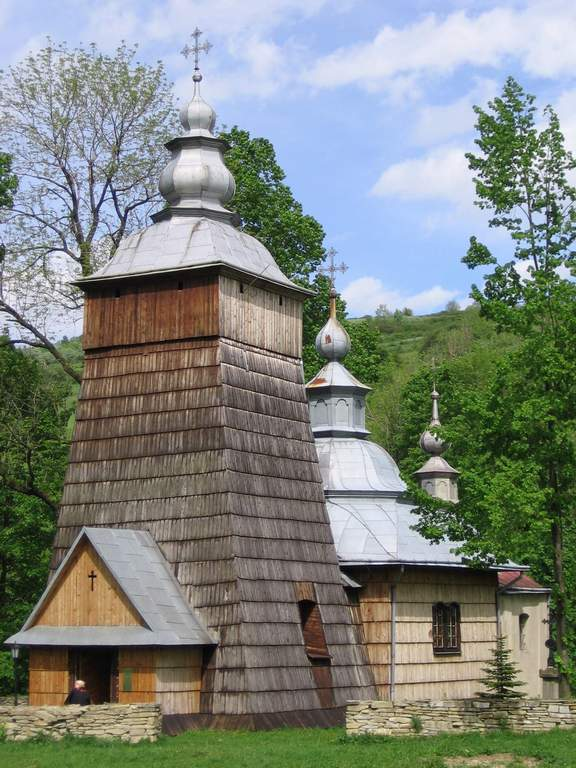
Église de l'Intercession-de-la-Mère-de-Dieu, Chyrowa
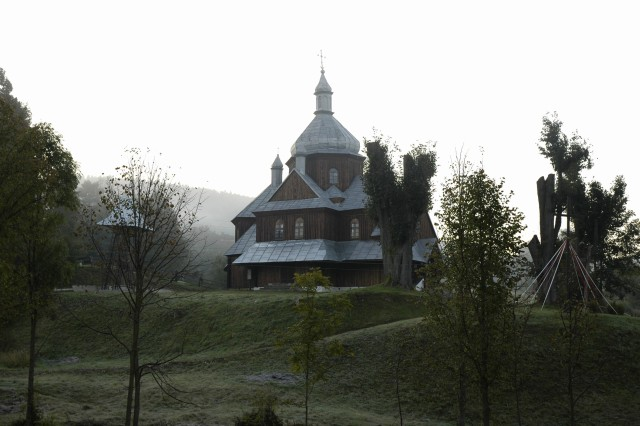
Hoszów, Bieszczady
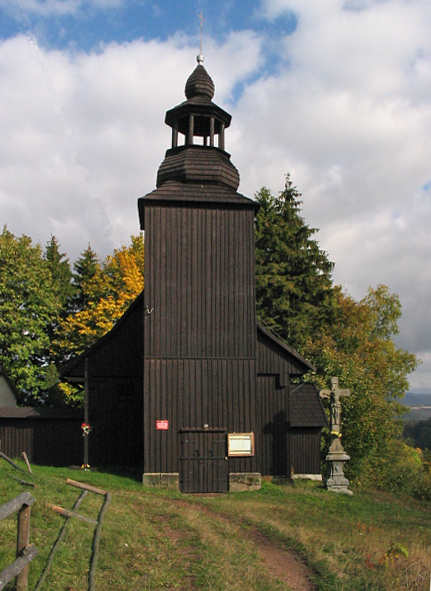
Église Saint-Michel-Archange, Kamieńczyk
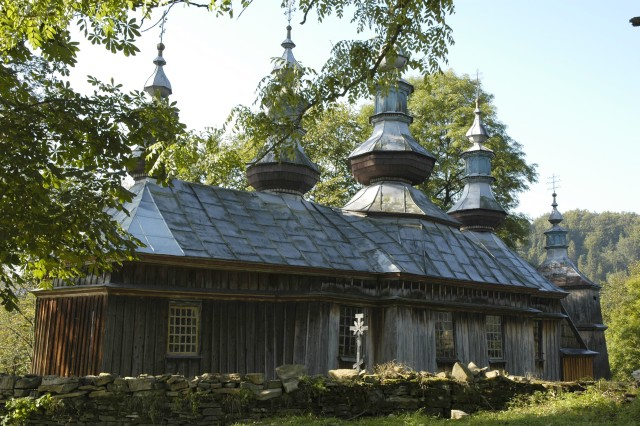
Komańcza, Bieszczady
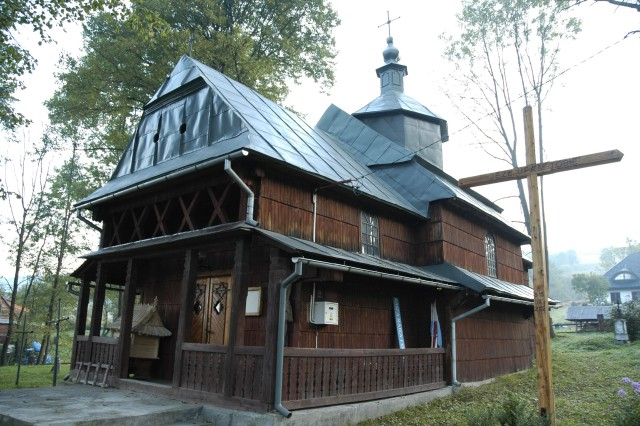
Église Saint-Nicolas, Rabe, Bieszczady
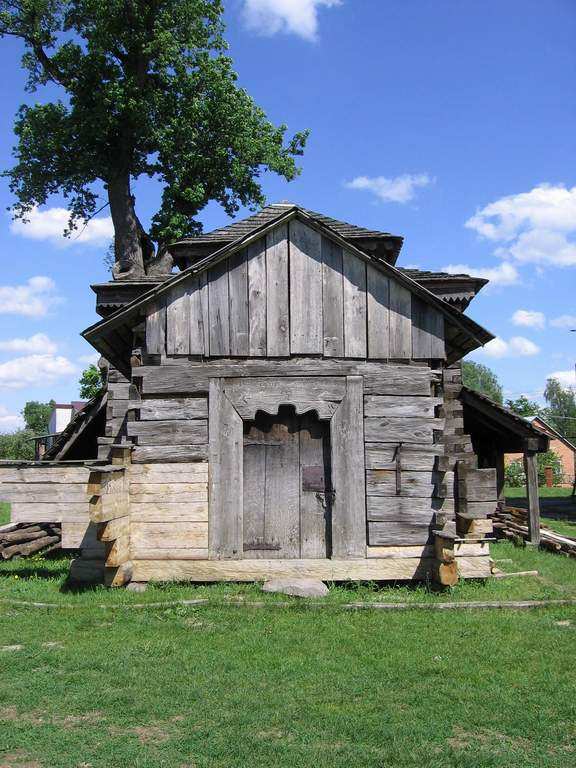
Rudka
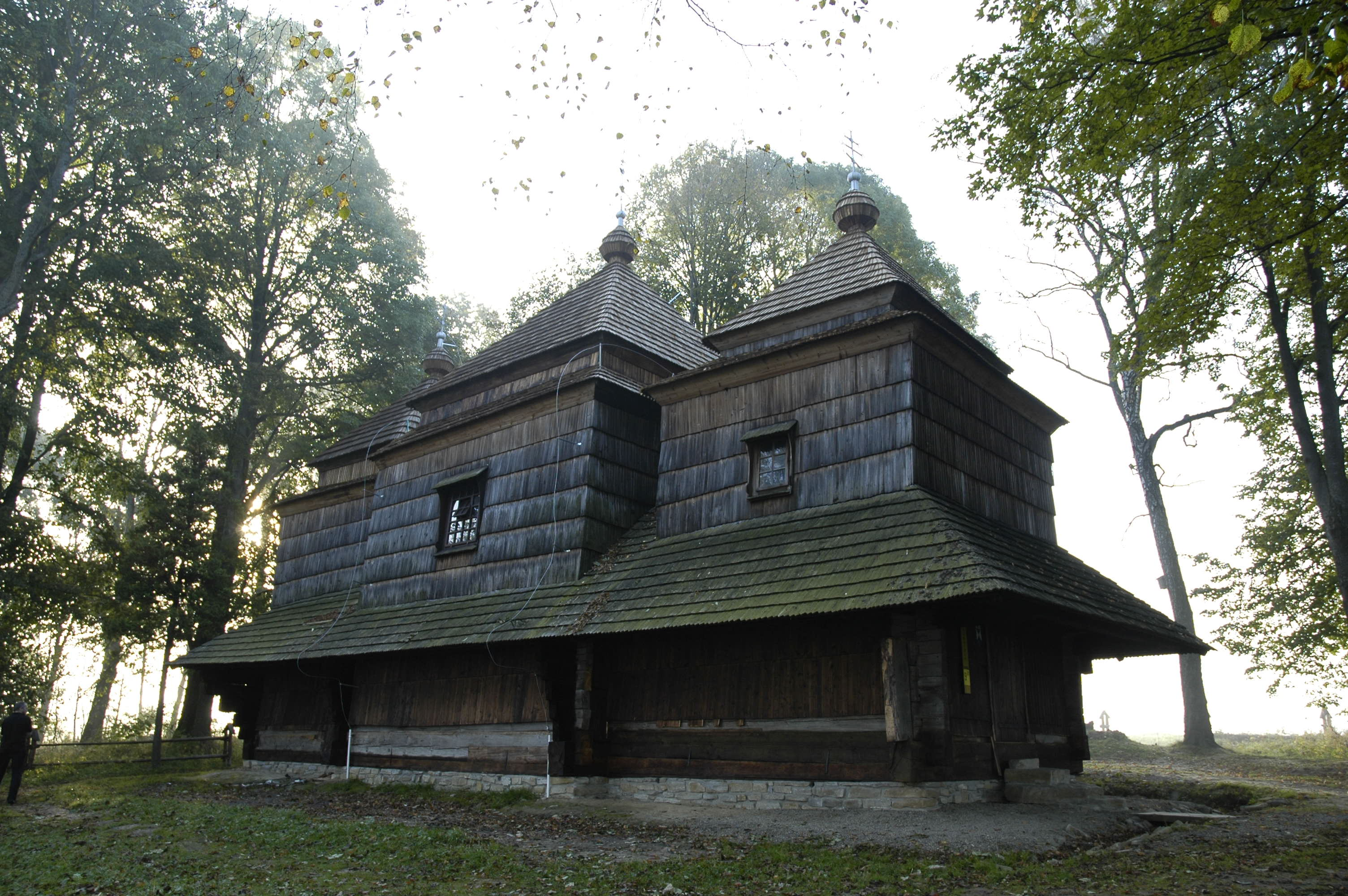
Église Saint-Michel-Archange, Smolnik, Bieszczady
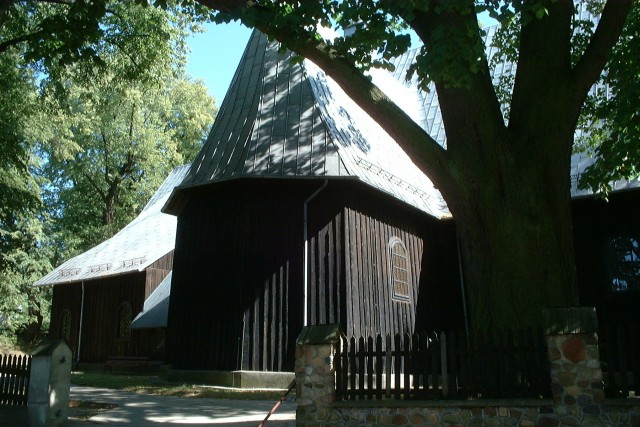
Église Saint-Nicolas, Truskolasy
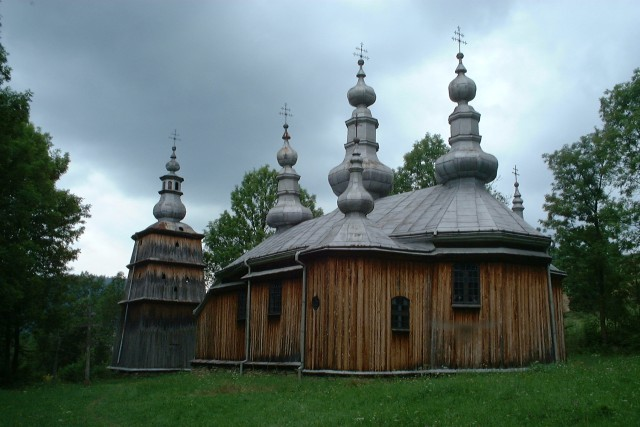
Église Saint-Michel-Archange, Turzańsk, Bieszczady
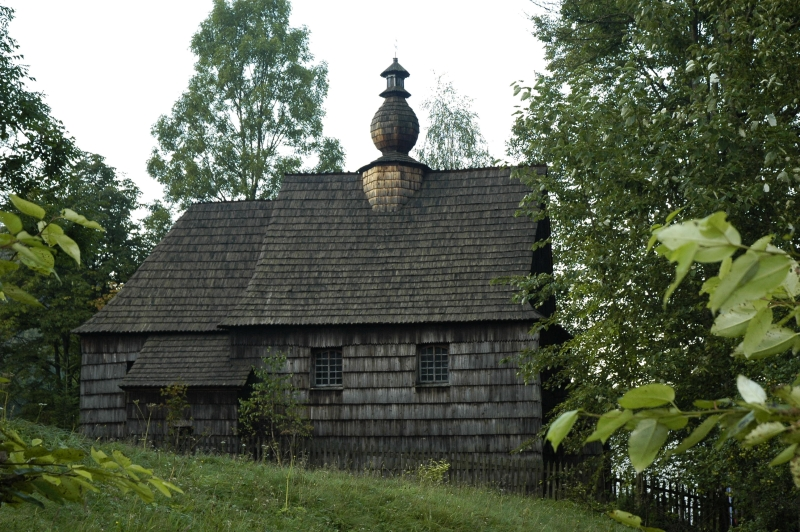
Żołobek, Bieszczady

### Sessions de l'Unesco
1. ↑  Églises en bois de Maramureș à la 23e session du Comité du patrimoine mondial
2. ↑  Églises en bois de la partie slovaque de la zone des Carpates à la 32e session du Comité du patrimoine mondial
3. ↑  Tserkvas en bois de la région des Carpates en Pologne et en Ukraine à la 37e session du Comité du patrimoine mondial
4. ↑  « Églises en bois du sud de Małopolska », sur Comité du patrimoine mondial (consulté le 7 août 2025).